# Supertangent
I de flesta icke-Windows operativsystemen är supertangenten mappad till windowstangenten och är den föredragna termen för denna tangent.